# Agía Kyriakí (La Canée)
Agía Kyriakí, en grec moderne : Αγία Κυριακή, est un village du dème de Kándanos-Sélino, dans le district régional de La Canée, de la Crète, en Grèce. Selon le recensement de 2011, la population d'Agía Kyriakí compte 230 habitants. Le village est situé à une distance de 80 km de La Canée.